# Пію
Пію (кор. 비유왕, 毗有王, Biyu-wang, Piyu-wang; пом. 455) — корейський ван, двадцятий правитель держави Пекче періоду Трьох держав.

## Біографія
Був старшим сином вана Куйсіна. Зійшов на трон після смерті батька 427 року. 
За свого правління намагався налагодити відносини з сусідніми Когурьо та Сіллою. Попри те, що остання перебувала під протекторатом Когурьо, Пію зумів укласти союз із Сіллою проти Когурьо.
Помер 454 року. Трон після цього зайняв його син Керо.